# البطولات الأسترالية 1946 (كرة مضرب)
هنا قائمة بالبطولات الأسترالية لكرة المضرب, المعروفة الآن باسم أستراليا المفتوحة لسنة 1946:

## الكبار

### فردي رجال
جون برومويتش هزم  ديني بيلز 5-7 6-3 7-5 3-6 6-2

### فردي سيدات
نانسي واين بولتن هزم  جويس فليتش 6-4, 6-4